# Stanley & Iris
Stanley & Iris (br: Stanley & Iris / pt: Para Iris, com Amor) é um filme estado-unidense de gênero drama e romance de 1990, dirigido por Martin Ritt, com roteiro de Pat Barker, Harriet Frank Jr. e Irving Ravetch.

## Sinopse
Empregado de uma padaria, Stanley Cox (Robert De Niro) é um analfabeto que faz de tudo para esconder sua falta de conhecimento. Ele já passou por várias situações constrangedoras e tem receio de que alguém descubra a verdade. Mas ninguém suspeita de nada... a não ser Iris. Iris King (Jane Fonda) é uma mulher bonita e trabalhadora, que perdeu o marido há menos de um ano. Lutando para cuidar de seus dois filhos, ela não consegue superar a dor da perda. Ninguém entende seu sofrimento... a não ser Stanley. Juntos, Stanley e Iris aprendem a dividir seus medos e decepções, encontrando coragem para enfrentar todas as dificuldades da vida entregando-se ao amor.

## Elenco
- Jane Fonda
- Robert De Niro
- Swoosie Kurtz
- Martha Plimpton
- Harley Cross
- Jamey Sheridan
- Feodor Chaliapin
- Zohra Lampert
- Loretta Devine